# Campionati asiatici di lotta 1981
I Campionati asiatici di lotta 1981 sono stati la 2ª edizione della manifestazione continentale organizzata dalla FILA. Si sono svolti dall'1 al 4 dicembre 1981 a Lahore, in Pakistan.

## Medagliere
| Pos.   | Paese    | Oro | Argento | Bronzo | Totale |
| ------ | -------- | --- | ------- | ------ | ------ |
| 1      | Iran     | 8   | 1       | 1      | 10     |
| 2      | Giappone | 2   | 4       | 1      | 7      |
| 3      | India    | 0   | 3       | 6      | 9      |
| 4      | Iraq     | 0   | 1       | 1      | 2      |
| 4      | Pakistan | 0   | 1       | 1      | 2      |
| Totale | Totale   | 10  | 10      | 10     | 30     |

## Podi

### Lotta libera maschile
| Evento         | Oro                      | Argento           | Bronzo            |
| fino a 48 kg   | Yaghoub Najafi           | Sohail Rashid     | Ram Pal           |
| fino a 52 kg   | Toshio Asakura           | Mahabir Singh     | Mohammad Bazmavar |
| fino a 57 kg   | Rasoul Hosseini          | Ashok Kumar       | Tatsuya Takita    |
| fino a 62 kg   | Ahmad Rezaei             | Hiroshi Kaneko    | Gian Singh        |
| fino a 68 kg   | Hassan Hamidi            | Masakazu Kamimura | Om Singh          |
| fino a 74 kg   | Mohammad Hossein Mohebbi | Ali Hassan Bakr   | Rajinder Singh    |
| fino a 82 kg   | Akira Ōta                | Jabbar Mahdioun   | Jagdish Kumar     |
| fino a 90 kg   | Mohammad Hassan Mohebbi  | Osamu Asano       | Kartar Singh      |
| fino a 100 kg  | Hashem Kolahi            | Satpal Singh      | Salah-ud-Din      |
| oltre a 100 kg | Alireza Soleimani        | Hisakazu Tabata   | Nasir Hussain     |